# Kanton Arize-Lèze
Der Kanton Arize-Lèze ist ein französischer Wahlkreis im Département Ariège in der Region Okzitanien. Er umfasst 27 Gemeinden im Arrondissement Saint-Girons. Durch die landesweite Neuordnung der französischen Kantone wurde er 2015 neu geschaffen.

## Gemeinden
Der Kanton besteht aus 27 Gemeinden und Gemeindeteilen mit insgesamt 11.064 Einwohnern (Stand: 1. Januar 2022) auf einer Gesamtfläche von 380,52 km²:
| Gemeinde              | Einwohner 1. Januar 2022 | Fläche km² | Dichte Einw./km² | Code INSEE | Postleitzahl |
| --------------------- | ------------------------ | ---------- | ---------------- | ---------- | ------------ |
| Artigat               | 555                      | 23,90      | 23               | 09019      | 09130        |
| Camarade              | 209                      | 27,68      | 8                | 09073      | 09290        |
| Campagne-sur-Arize    | 286                      | 13,34      | 21               | 09075      | 09350        |
| Carla-Bayle           | 792                      | 35,52      | 22               | 09079      | 09130        |
| Castéras              | 22                       | 1,84       | 12               | 09083      | 09130        |
| Castex                | 95                       | 7,03       | 14               | 09084      | 09350        |
| Daumazan-sur-Arize    | 804                      | 13,78      | 58               | 09105      | 09350        |
| Durfort               | 185                      | 10,98      | 17               | 09109      | 09130        |
| Fornex                | 107                      | 9,62       | 11               | 09123      | 09350        |
| Gabre                 | 124                      | 13,36      | 9                | 09127      | 09290        |
| La Bastide-de-Besplas | 373                      | 10,22      | 36               | 09038      | 09350        |
| Lanoux                | 62                       | 3,75       | 17               | 09151      | 09130        |
| Le Fossat             | 1.061                    | 14,41      | 74               | 09124      | 09130        |
| Le Mas-d’Azil         | 1.236                    | 39,36      | 31               | 09181      | 09290        |
| Les Bordes-sur-Arize  | 472                      | 12,68      | 37               | 09061      | 09350        |
| Lézat-sur-Lèze        | 2.341                    | 40,13      | 58               | 09167      | 09210        |
| Loubaut               | 28                       | 2,39       | 12               | 09172      | 09350        |
| Méras                 | 97                       | 3,69       | 26               | 09186      | 09350        |
| Monesple              | 26                       | 6,09       | 4                | 09195      | 09130        |
| Montfa                | 94                       | 8,54       | 11               | 09205      | 09350        |
| Pailhès               | 511                      | 21,52      | 24               | 09224      | 09130        |
| Sabarat               | 377                      | 9,50       | 40               | 09253      | 09350        |
| Sainte-Suzanne        | 249                      | 10,39      | 24               | 09342      | 09130        |
| Saint-Ybars           | 670                      | 24,31      | 28               | 09277      | 09210        |
| Sieuras               | 94                       | 7,63       | 12               | 09294      | 09130        |
| Thouars-sur-Arize     | 40                       | 2,34       | 17               | 09310      | 09350        |
| Villeneuve-du-Latou   | 154                      | 6,52       | 24               | 09338      | 09130        |
| Kanton Arize-Lèze     | 11.064                   | 380,52     | 29               | 0902       | –            |

## Politik
| Vertreter im Departementrat | Vertreter im Departementrat       | Vertreter im Departementrat |
| Amtszeit                    | Namen                             | Partei                      |
| --------------------------- | --------------------------------- | --------------------------- |
| 2015–                       | Raymond Berdou Lydia Blandinieres | PS                          |